# 禰々子

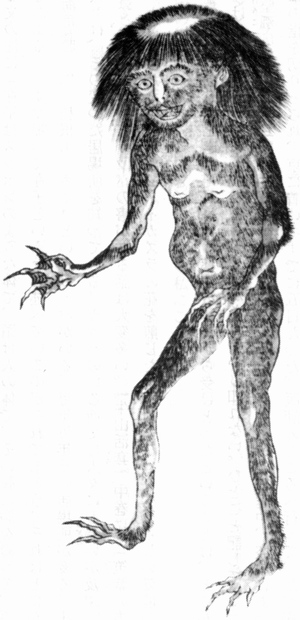
赤松宗旦『利根川図志』の禰々子

禰々子（ねねこ）は、利根川に住んでいたとされる雌の河童。祢々子河童、弥々子河童（ねねこがっぱ）とも呼ばれる。

## 概要
江戸時代後期の地誌学者・赤松宗旦による地誌『利根川図志』には「子ヽコ」の表記で記載されている。禰々子は年ごとに居場所を転々としており、住み着いた流域には決まって災いが起きたという。
茨城県北相馬郡利根町加納新田の、江戸時代の川奉行・加納家の屋敷には「称々子かっぱ」という土偶が縁結びや安産の神として祀られており、以下のような伝説が伝えられている。
禰々子は河童の女親分であり、利根川の支流である片品川に住んでいた。腹の立つことがあると暴れて川の堤を崩して田畑を水浸しにしたり、気の向かないことがあると子分たちを率い、人の子供や馬を川へ引き込んで溺死させたるといった暴れ者で、村人たちに恐れられていた。しかし、加納家の祖先の者が禰々子を生け捕りにして檻に封じたところ、禰々子がもう二度と悪さをしないと言って許しを乞うたので、その者は禰々子を許してやったという。
また、利根町内のとある民家には禰々子の手とされるものが近年まで祀られていたが、現在はすでに処分されている。